# Chiesa del Redentore (Gerusalemme)
La Chiesa luterana del Redentore (in ebraico כנסיית הגואל‎?, in arabo الكنيسة اللوثرية في القدس‎?, in tedesco Erlöserkirche) è una chiesa protestante situata nella città Vecchia di Gerusalemme. È di proprietà della Fondazione Evangelica Gerusalemme, una delle tre fondazioni della Chiesa evangelica in Germania in Terra santa. La chiesa ospita congregazioni luterane di lingua araba, tedesca, danese e inglese. È sede del prevosto dei ministeri protestanti tedeschi in Terra Santa ("Evangelisch in Jerusalem") e del vescovo della Chiesa evangelica luterana in Giordania e in Terra Santa.

## Storia
Il 7 novembre 1869 il sultano Abdul Aziz donò, in segno di amicizia, la parte est del Muristan al re Federico III di Germania dove sorgeva l'antica chiesa di Santa Maria dei Latini. La chiesa fu costruita dal 1892 al 1898 dall'architetto Paul Ferdinand Groth su progetto di Friedrich Adler. Nel 1898, il kaiser Guglielmo II fece un viaggio a Gerusalemme per inaugurare personalmente la nuova chiesa il 31 ottobre 1898.

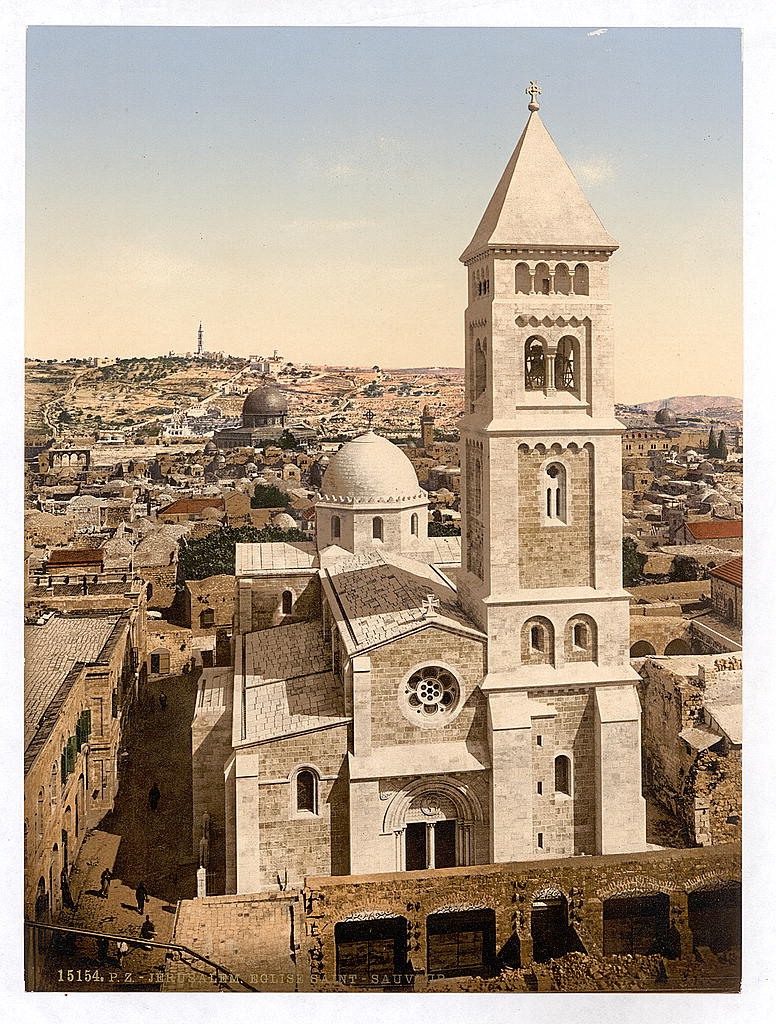
La chiesa del Redentore, 1900.

## Parco archeologico
Il parco archeologico "Durch die Zeiten" ("Attraverso i secoli") sotto la navata della Chiesa del Redentore, inaugurato nel novembre 2012, offre la possibilità di rivivere la storia della città di Gerusalemme.

## Organizzazione
A partire dal 1852, un pastore servì la congregazione protestante di lingua tedesca a Gerusalemme. Tra il 1903 e il 1940 la prevostura ebbe sede in un proprio edificio; ora è vicino alla Chiesa del Redentore. Oggi il prevosto serve la congregazione protestante di lingua tedesca ed è contemporaneamente rappresentante della Chiesa evangelica in Germania in Israele, Cisgiordania e Giordania. In questa veste, sovrintende alle proprietà della Fondazione Evangelica di Gerusalemme e della Fondazione Kaiserin Auguste Victoria a Gerusalemme, nonché al Centro della comunità protestante tedesca ad Amman, in Giordania.